# Weißkehlbussard

Verbreitungsgebiet des Weißkehlbussards:
Ganzjähriges Vorkommen
Durchzugsgebiete

Der Weißkehlbussard (Buteo albigula) ist ein Greifvogel aus der Familie der Habichtartigen (Accipitridae).
Er kommt in Südamerika vor in den Anden von Venezuela bis Argentinien und Chile.
Der Lebensraum umfasst feuchten Bergwald, Krüppelwald und Nebelwald meist in 1000 bis 2000 m Höhe in Patagonien, entlang der Küste aber bis Meeresspiegel. Im Norden meist zwischen 1700 und 3500 m Höhe.
Der Artzusatz kommt von lateinisch albus ‚weiß‘ und lateinisch gula ‚Kehle‘.

## Merkmale
Die Art ist 38 bis 48 cm groß, die Flügelspannweite liegt zwischen 84 und 102 cm. Dieser eher kleine Bussard hat beidseits an der weißen Brust und den Schenkeln längliche Flecken, die ihn vom Kurzschwanzbussard (Buteo brachyurus) unterscheiden, außerdem ist der Schwanz sichtlich länger. Die Oberseite und die Wangen sind bräunlich-schwarz, der relativ breite Kragen ist rotbraun, die Unterseite weiß, die Flanken sind kastanienfarben, die Brust braun gestrichelt, die Beins sind rotbraun gebändert. Die Oberschwanzdecken sind dunkelbraun, die Schwanzunterseite grau mit 8 bis 10 schmalen Binden. Das Weibchen ist etwas größer, unterscheidet sich ansonsten nicht. Die Iris ist braun, Wachshaut ist weißlich, die Schnabelbasis und die Beine sind gelb. Die Schnabelspitze ist schwarz.
Jungvögel sind gefleckt braun-grau mit blasserem Kragen, haben breite schwarze Streifen auf Brust und Flanken, auch Strichelung der Wangen und seitlich an der Brust, die Schenkel sind braun gebändert.
Die Art ist monotypisch.

## Stimme
Der eher seltene Ruf wird als harsches ansteigendes dann fallendes quietschendes „kee-ah“ während der Brutzeit oder als ähnliches „kee-ea“ mit abfallender Tonhöhe in Nestnähe beschrieben.

## Lebensweise
Die Nahrung besteht aus Insekten, Nagetieren und Vögeln, die auch mit kreisenden Suchflügen gejagt werden.
Die Brutzeit liegt vermutlich zwischen September bis April. Anscheinend brütet der Vogel nur im südlichen Teil seines Verbreitungsgebietes. In der nördlichen Hälfte ist er zwischen März und Oktober anzutreffen.
Das Nest aus Ästen und Zweigen befindet sich etwa 16 m Über dem Erdboden und wird mitunter mehrere Jahre genutzt.
Das Gelege besteht aus 1 bis 2 weißen Eiern, die etwa 30 Tage hauptsächlich vom Weibchen bebrütet werden. Das Männchen versorgt das Weibchen, das auch die Jungen füttert.

## Gefährdungssituation
Die Art gilt als nicht gefährdet (Least Concern).